# グリピカン3
グリピカン3（英: glypican 3、GPC3）は、ヒトではGPC3遺伝子にコードされるタンパク質である。GPC3遺伝子はX染色体（Xq26）に位置し、最も一般的なアイソフォーム（アイソフォーム2、NP_004475）は580アミノ酸からなり約70 kDaである。アイソフォーム1（NP_001158089）、アイソフォーム3（NP_001158090）、アイソフォーム4（NP_001158091）と呼ばれる3つの選択的スプライシングアイソフォームが検出されている。

## 構造と機能
GPC3遺伝子は約70 kDaの前駆体コアタンパク質をコードし、フーリンによる切断によって約40 kDaのN末端サブユニットと約30 kDaのC末端サブユニットが作り出される。哺乳類では6種類のグリピカンが同定されている。グリピカンは細胞表面のヘパラン硫酸プロテオグリカンで、膜に結合したタンパク質コアにいくつかのヘパラン硫酸鎖が結合している。グリピカンなどのGRIPS（glypican-related integral membrane proteoglycan family）と呼ばれるプロテオグリカンファミリーのメンバーは、GPIアンカーを介して細胞膜へ固定されたコアタンパク質を含んでいる。こうしたタンパク質は細胞分裂の制御や成長調節に関与している可能性がある。GPC3はWntとFrizzledの双方と結合し、下流のシグナル伝達を開始する複合体を形成する。WntはGPC3のIdoA2S（2-O-sulfo-α-L-iduronic acid）とGlcNS6S（2-deoxy-2-sulfamido-α-D-glucopyranosyl-6-O-sulfate）を含むヘパラン硫酸構造を認識し、GlcNS6S3Sへの3-O-硫酸化によって結合は大きく強化される。GPC3のコアタンパク質はWntの共受容体として機能している可能性がある。GPC3のN末端領域のシステインリッチドメインには、Wnt3aと相互作用する疎水的な溝が同定されている。HN3ナノボディを用いてGPC3のWnt結合ドメインをブロックすることで、Wntによる活性化を阻害することができる。

## 疾患との関係
GPC3遺伝子の欠失変異は、シンプソン・ゴラビ・ベーメル症候群と関係している。

## 診断における利用
グリピカン3に対する免疫染色は硬変肝の肝細胞がんと異形成との鑑別に有用である。抗グリピカン3抗体によって肝細胞がんは染色されるが、異形成や肝硬変は染色されない。YP7マウスモノクローナル抗体を用いることで、GPC3のタンパク質発現は肝細胞がんで見られるものの、正常な肝臓や胆管細胞がんではみられないことが検出される。YP7のヒト化抗体が作製されており、'hYP7'という名称がつけられている。GPC3は悪性黒色腫、卵巣明細胞がん、卵黄嚢腫、神経芽細胞腫、肝芽腫、腎芽腫や他の腫瘍でもより低いレベルで発現している。しかし、肝細胞がん以外の腫瘍において、GPC3の診断ツールとしての重要性は明らかではない。

## 治療標的としての可能性
GPC3は肝臓がんの治療標的として有望である。GPC3やYP7など、いくつかの抗GPC3抗体治療薬が開発されている。NIHの国立がん研究所（NCI）のMitchell Hoの研究室はハイブリドーマ技術を利用し、GPCのC末端領域を認識するYP7や他のマウスモノクローナル抗体を単離した。これらの抗体は臨床応用のためにヒト化が行われている（hYP7など）。また、Hoの研究室はファージディスプレイ技術を用いて、GPC3のN末端領域を標的にしたヒト単一ドメイン抗体（'human nanobody'）HN3や、GPC3のヘパラン硫酸部分を標的にしたヒトモノクローナル抗体HS20を同定している。HN3とHS20はどちらも肝臓がん細胞のWntシグナリングを阻害する。HN3をベースにした免疫毒素、hYP7をベースにした抗体薬物複合体、YP7とGC33に由来する二重特異性T細胞誘導抗体（BiTE）が肝臓がんの治療へ向けて開発が行われている。GC33、hYP7、HN3をベースにしたキメラ抗原受容体T細胞（CAR-T）療法も肝臓がんの治療へ向けてさまざまな開発段階にある。異種移植または同所性移植された肝臓腫瘍を持つマウスにおいて、CAR（hYP7）T細胞はGPC陽性がん細胞を消失させた。この作用はおそらくパーフォリンとグランザイムを介したアポトーシスの誘導またはWntシグナルの低下によって行われていると考えられる。

## 関連文献
- “Overgrowth syndromes and genomic imprinting: from mouse to man”. Clinical Genetics 53 (3):  165–70. (March 1998). doi:10.1111/j.1399-0004.1998.tb02668.x. PMID 9630066.
- “Glypicans in growth control and cancer”. Glycobiology 11 (3):  19R–23R. (March 2001). doi:10.1093/glycob/11.3.19R. PMID 11320054.
- “Identification of a new membrane-bound heparan sulphate proteoglycan”. The Biochemical Journal 311 ( Pt 2) (Pt 2):  561–5. (October 1995). doi:10.1042/bj3110561. PMC 1136036. PMID 7487896.
- “K-glypican: a novel GPI-anchored heparan sulfate proteoglycan that is highly expressed in developing brain and kidney”. The Journal of Cell Biology 130 (5):  1207–18. (September 1995). doi:10.1083/jcb.130.5.1207. PMC 2120559. PMID 7657705.
- “Mapping of Simpson-Golabi-Behmel syndrome to Xq25-q27”. Human Molecular Genetics 3 (1):  133–7. (January 1994). doi:10.1093/hmg/3.1.133. PMID 7909248.
- “Oligo-capping: a simple method to replace the cap structure of eukaryotic mRNAs with oligoribonucleotides”. Gene 138 (1–2):  171–4. (January 1994). doi:10.1016/0378-1119(94)90802-8. PMID 8125298.
- “Mapping of the Simpson-Golabi-Behmel overgrowth syndrome gene (GPC3) to chromosome X in human and rat by fluorescence in situ hybridization”. Mammalian Genome 8 (1):  72. (January 1997). doi:10.1007/s003359900357. PMID 9021160.
- “Cloning and characterization of human cDNAs encoding a protein with high homology to rat intestinal development protein OCI-5”. Gene 188 (2):  151–6. (April 1997). doi:10.1016/S0378-1119(96)00689-0. PMID 9133586.
- “Analysis of exon/intron structure and 400 kb of genomic sequence surrounding the 5'-promoter and 3'-terminal ends of the human glypican 3 (GPC3) gene”. Genomics 45 (1):  48–58. (October 1997). doi:10.1006/geno.1997.4916. PMID 9339360.
- “Cloning and expression of a developmentally regulated transcript MXR7 in hepatocellular carcinoma: biological significance and temporospatial distribution”. Cancer Research 57 (22):  5179–84. (November 1997). PMID 9371521.
- “Construction and characterization of a full length-enriched and a 5'-end-enriched cDNA library”. Gene 200 (1–2):  149–56. (October 1997). doi:10.1016/S0378-1119(97)00411-3. PMID 9373149.
- “Gpc3 expression correlates with the phenotype of the Simpson-Golabi-Behmel syndrome”. Developmental Dynamics 213 (4):  431–9. (December 1998). doi:10.1002/(SICI)1097-0177(199812)213:4<431::AID-AJA8>3.0.CO;2-7. PMID 9853964.
- “Glypican 3 and glypican 4 are juxtaposed in Xq26.1”. Gene 225 (1–2):  9–16. (December 1998). doi:10.1016/S0378-1119(98)00549-6. PMID 9931407.
- “A small interstitial deletion in the GPC3 gene causes Simpson-Golabi-Behmel syndrome in a Dutch-Canadian family”. Journal of Medical Genetics 36 (1):  57–8. (January 1999). doi:10.1136/jmg.36.1.57. PMC 1762951. PMID 9950367.
- “Mutational analysis of the GPC3/GPC4 glypican gene cluster on Xq26 in patients with Simpson-Golabi-Behmel syndrome: identification of loss-of-function mutations in the GPC3 gene”. Human Molecular Genetics 9 (9):  1321–8. (May 2000). doi:10.1093/hmg/9.9.1321. PMID 10814714.
- “Glypican-3 (GPC3) expression in human placenta: localization to the differentiated syncytiotrophoblast”. Histology and Histopathology 16 (1):  71–8. (January 2001). doi:10.14670/HH-16.71. PMID 11193214.